# Закон вязкости Ньютона
Закон вязкости (внутреннего трения) Ньютона — математическое выражение, связывающее касательное напряжение внутреннего трения {\displaystyle \tau } (вязкость) и изменение скорости среды {\displaystyle v} в пространстве {\displaystyle \partial v/\partial n} (градиент скорости) для текучих тел (жидкостей и газов):
{\displaystyle \tau =\eta {\frac {\partial v}{\partial n}},}
где величина {\displaystyle \eta } называется коэффициентом внутреннего трения или коэффициентом динамической вязкости (единица СИ - Па∙с, СГС — пуаз); с физической точки зрения она представляет собой удельную силу трения при градиенте скорости, равном единице.
В технике, в частности, при расчёте гидроприводов и в триботехнике, часто приходится иметь дело с величиной:
{\displaystyle \nu ={\frac {\eta }{\rho }},}
эта величина получила название кинематической вязкости (единица СИ - м2/с, СГС — Стокс).
Здесь {\displaystyle \rho } — плотность среды; {\displaystyle \eta } — коэффициент динамической вязкости.
Закон Ньютона может быть получен аналитически и приёмами физической кинетики, где вязкость рассматривается обычно одновременно с теплопроводностью и соответствующим законом Фурье для теплопроводности. В кинетической теории газов коэффициент внутреннего трения вычисляется по формуле
{\displaystyle \eta ={\frac {1}{3}}\left\langle u\right\rangle \left\langle \lambda \right\rangle \rho ,}
где {\displaystyle \left\langle u\right\rangle } — средняя скорость теплового движения молекул, {\displaystyle \left\langle \lambda \right\rangle } − средняя длина свободного пробега.